# Wrexham Association Football Club
Pour les articles homonymes, voir Wrexham (homonymie).
Maillots
Actualités
Le Wrexham Association Football Club, (en gallois : Clwb Pêl-droed Wrecsam), est un club de football gallois basé à Wrexham qui évolue en EFL Championship (D2).

## Historique

### Repères historiques
- Fondé en 1864, le club adopte un statut professionnel en 1912 et rejoint la League en 1921 (Division 3-Nord),
- 1972 : 1re participation à une Coupe d'Europe (C2, saison 1972-73).

### Histoire
Fondé en 1864, le Wrexham FC est l'un des plus anciens clubs de football britanniques et le plus ancien club professionnel gallois (en).
En 2021, les acteurs Ryan Reynolds et Rob McElhenney décident de racheter le club. Deux ans après le rachat, le club devient champion de National League et est promu League Two pour la première fois depuis 15 ans.
Pour la saison 2023-2024, de retour dans le monde professionnel anglais, le club de Wrexham finit deuxième de  League Two. Promu à la fin de la saison après une victoire 6-0 contre Forest Green Rovers, le club retrouve pour la première fois depuis 20 ans la League One (troisième division).
A la fin de la saison 2024-25, le club finit deuxième et est promu en Championship. En avril 2025 Wrexham, en battant Charlton Athletic 3-0, est promu en Championship et devient le premier club des cinq première divisions anglaise à être promu trois fois de suite.

## Bilan saison par saison
Ce tableau présente les résultats par saison du club dans les diverses compétitions nationales depuis la saison 2000-2001
| Saison    | Championnat         | Championnat | Championnat | Championnat | Championnat | Championnat | Championnat | Championnat | Championnat | Championnat | Coupe d'Angleterre       | Coupe de la Ligue |
| Saison    | Division            | Pos         | Pts         | J           | V           | N           | D           | BP          | BC          | Diff.       | Coupe d'Angleterre       | Coupe de la Ligue |
| --------- | ------------------- | ----------- | ----------- | ----------- | ----------- | ----------- | ----------- | ----------- | ----------- | ----------- | ------------------------ | ----------------- |
| 2000-2001 | EFL League One      | 10e         | 63          | 46          | 17          | 12          | 17          | 65          | 71          | -6          | 1er tour                 | 1er tour          |
| 2001-2002 | EFL League One      | 23e         | 43          | 46          | 11          | 10          | 25          | 56          | 89          | -33         | 1er tour                 | 1er tour          |
| 2002-2003 | EFL League Two      | 3e          | 84          | 46          | 23          | 15          | 8           | 84          | 50          | +34         | 1er tour                 | 2e tour           |
| 2003-2004 | EFL League One      | 13e         | 60          | 46          | 17          | 9           | 20          | 50          | 60          | -10         | 1er tour                 | 1er tour          |
| 2004-2005 | EFL League One      | 22e         | 43          | 46          | 13          | 14          | 19          | 62          | 80          | -18         | 2e tour                  | 2e tour           |
| 2005-2006 | EFL League Two      | 13e         | 59          | 46          | 15          | 14          | 17          | 61          | 54          | +7          | 1er tour                 | 1er tour          |
| 2006-2007 | EFL League Two      | 19e         | 51          | 46          | 13          | 12          | 21          | 43          | 65          | -22         | 3e tour                  | 2e tour           |
| 2007-2008 | EFL League Two      | 24e         | 40          | 46          | 10          | 10          | 26          | 38          | 70          | -32         | 1er tour                 | 2e tour           |
| 2008-2009 | Conference National | 10e         | 64          | 46          | 18          | 12          | 16          | 64          | 48          | +16         | 4e tour de qualification | -                 |
| 2009-2010 | Conference National | 11e         | 58          | 46          | 15          | 13          | 16          | 45          | 39          | +6          | 2e tour                  | -                 |
| 2010-2011 | Conference National | 4e          | 81          | 46          | 22          | 15          | 9           | 66          | 49          | +17         | 4e tour de qualification | -                 |
| 2011-2012 | Conference National | 2e          | 98          | 46          | 30          | 8           | 8           | 85          | 33          | +52         | 3e tour                  | -                 |
| 2012-2013 | Conference National | 5e          | 80          | 46          | 22          | 14          | 10          | 74          | 45          | +29         | 1er tour                 | -                 |
| 2013-2014 | Conference National | 17e         | 59          | 46          | 16          | 11          | 19          | 61          | 61          | 0           | 2e tour                  | -                 |
| 2014-2015 | Conference National | 11e         | 66          | 46          | 17          | 15          | 14          | 56          | 52          | +4          | 3e tour                  | -                 |
| 2015-2016 | National League     | 8e          | 69          | 46          | 20          | 9           | 17          | 71          | 56          | +15         | 4e tour de qualification | -                 |
| 2016-2017 | National League     | 13e         | 58          | 46          | 15          | 13          | 18          | 47          | 61          | -14         | 4e tour de qualification | -                 |
| 2017-2018 | National League     | 10e         | 70          | 46          | 17          | 19          | 10          | 49          | 39          | +10         | 4e tour de qualification | -                 |
| 2018-2019 | National League     | 4e          | 84          | 46          | 25          | 9           | 12          | 58          | 39          | +19         | 2e tour                  | -                 |
| 2019-2020 | National League     | 19e         | 43          | 37          | 11          | 10          | 16          | 46          | 49          | -3          | 1er tour                 | -                 |
| 2020-2021 | National League     | 8e          | 68          | 42          | 19          | 11          | 12          | 64          | 43          | +21         | 4e tour de qualification | -                 |
| 2021-2022 | National League     | 2e          | 88          | 44          | 26          | 10          | 8           | 91          | 46          | +45         | 1er tour                 | -                 |
| 2022-2023 | National League     | 1re         | 111         | 46          | 34          | 9           | 3           | 116         | 43          | +73         | 4e tour de qualification | -                 |
| 2023-2024 | EFL League Two      | 2e          | 88          | 46          | 26          | 10          | 10          | 89          | 52          | +37         | 4e tour                  | 2e tour           |
| 2024-2025 | EFL League One      | 2e          | 92          | 46          | 27          | 11          | 8           | 67          | 34          | +33         | 1er tour                 | 1er tour          |
| 2025-2026 | EFL Championship    | A venir     | A venir     | A venir     | A venir     | A venir     | A venir     | A venir     | A venir     | A venir     | A venir                  | A venir           |

## Palmarès
| Compétitions nationales | Compétitions internationales                                                                                                |
| --- | --- |
| Compétitions actuelles - EFL League One (D3) (1) - Champion : 1978 - Vice-champion : 2025 - EFL League Two (D4) - Vice-champion : 1970, 1993 et 2024 - National League (D5) (1) - Champion : 2023 - Vice-champion : 2012 et 2022 - EFL Trophy (1) - Vainqueur : 2005 - FA Trophy (1) - Vainqueur : 2013 - Finaliste : 2015 et 2022. - Coupe du pays de Galles (23) - Vainqueur : 1878, 1883, 1893, 1897, 1903, 1905, 1909, 1910, 1911, 1914, 1915, 1921, 1924, 1925, 1931, 1957, 1958, 1960, 1972, 1975, 1978, 1986 et 1995 - Finaliste : 1879, 1890, 1891, 1895, 1896, 1898, 1899, 1902, 1920, 1932, 1933, 1950, 1962, 1965, 1967, 1971, 1979, 1983, 1984, 1988, 1990 et 1991 Compétitions disparues - Coupe de l'Association du pays de Galles (5) - Vainqueur : 1998, 2000, 2001, 2003 et 2004 - Finaliste : 1999, 2005 et 2006 | Compétitions disparues - Coupe d'Europe des vainqueurs de coupe (C2) - Meilleure performance : Quarts de finaliste en 1976. |

## Effectif professionnel actuel
Le poste d'entraîneur de l'équipe première de Wrexham AFC est occupé par Phil Parkinson. Il est secondé par Steve Parkin et David Jones (entraîneurs adjoints), Aidan Davison (entraîneur des gardiens), ainsi que Richard Hill (préparateur physique).
En grisé, les sélections de joueurs internationaux chez les jeunes mais n'ayant jamais été appelés aux échelons supérieurs une fois l'âge-limite dépassé ou les joueurs ayant pris leur retraite internationale.

## Identité

### Logos

Ancien logo.
Logo actuel.

## Joueurs et personnages du club

### Entraîneurs
| Nom              | Période   |
| ---------------- | --------- |
| Ted Robinson     | 1921-1925 |
| Charlie Hewitt   | 1925-1929 |
| Jack Baynes      | 1929-1931 |
| Ernest Blackburn | 1932-1936 |
| Jimmy Logan      | 1937-1938 |
| Arthur Cowell    | 1938      |
| Tom Morgan       | 1938-1940 |
| Tom Williams     | 1940-1949 |
| Les McDowall     | 1949-1950 |
| Peter Jackson    | 1950-1954 |
| Cliff Lloyd      | 1954-1957 |
| John Love        | 1957-1959 |

| Nom             | Période   |
| --------------- | --------- |
| Billy Morris    | 1960-1961 |
| Ken Barnes      | 1961-1965 |
| Billy Morris    | 1965-1966 |
| Jack Rowley     | 1966-1967 |
| Alvan Williams  | 1967-1968 |
| John Neal       | 1968-1977 |
| Arfon Griffiths | 1977-1981 |
| Mel Sutton      | 1981-1982 |
| Bobby Roberts   | 1982-1985 |
| Dixie McNeil    | 1985-1989 |
| Brian Flynn     | 1989-2001 |
| Joey Jones      | 2001      |

| Nom                      | Période     |
| ------------------------ | ----------- |
| Denis Smith              | 2001-2007   |
| Brian Carey              | 2007        |
| Brian Little             | 2007-2008   |
| Brian Carey Martin Foyle | 2008        |
| Dean Saunders            | 2008-2011   |
| Andrew Morrell           | 2011-2014   |
| Kevin Wilkin (en)        | 2014-2015   |
| Gary Mills               | 2015-2016   |
| Dean Keates (en)         | 2016-2021   |
| Phil Parkinson           | Depuis 2021 |

### Joueurs emblématiques
- Dennis Lawrence
- Carlos Edwards
- / Daniel Bennett
- Chris Armstrong
- Paul Warhurst
- Paul Mullin

## Structures du club

### Stade
Le Wrexham FC joue ses matchs à domicile au Racecourse Ground, une enceinte pouvant accueillir 10 771 spectateurs et construit en 1807, mais aménagé pour le football en 1872. D'après le Livre Guinness des records, il s'agit du plus ancien stade au monde ayant accueilli un match international.